# Ängbyplan (metropolitana di Stoccolma)
Ängbyplan è una stazione della metropolitana di Stoccolma.
È geograficamente posizionata presso il quartiere di Södra Ängby, a sua volta compreso nella circoscrizione di Bromma. Si trova sul tracciato della linea verde T19 della rete metroviaria locale, tra le fermate Åkeshov e Islandstorget.
Aprì ufficialmente il 26 ottobre 1952, proprio come tutte le altre fermate incluse nel tratto fra Hötorget e Vällingby. Prima dell'entrata in funzione della metropolitana vera e propria, dal 1944 era qui operativa la ferrovia leggera Ängbybanan.
La piattaforma, situata parallela all'arteria stradale Bergslagsvägen, è accessibile dall'entrata ubicata presso la via Färjestadsvägen: fino all'anno 1962 la stazione stessa era chiamata proprio "Färjestadsvägen".
Progettata dall'architetto Peter Celsing, la stazione di Ängbyplan ospita al suo interno contributi artistici dell'artista Åsa Lindström datati 1994.
L'utilizzo medio quotidiano durante un normale giorno feriale è pari a 1.500 persone circa.

## Tempi di percorrenza
| Linea | Capolinea       | Tempo  | Stazione                                     | Tempo                             |
| T19   | Hässelby strand | 11 min | Åkeshov Alvik T-Centralen Gamla stan Slussen | 3 min 10 min 23 min 24 min 26 min |
| T19   | Hagsätra        | 46 min | Åkeshov Alvik T-Centralen Gamla stan Slussen | 3 min 10 min 23 min 24 min 26 min |